# تایمز اسرائیل
تایمز اسرائیل (به انگلیسی: The Times of Israel) یک روزنامه آنلاین اسرائیلی است که در سال ۲۰۱۲ بنیان نهاده شد. دیوید هوروویتس سردبیر و از بنیانگذاران آن است. تایمز آو ایزرائل مستقر در اورشلیم، پایتخت کشور اسرائیل است و به زبان‌هایی همچون انگلیسی، فرانسوی، عربی و فارسی فعالیت می‌کند.
تایمز اسرائیل در جذب خواننده با رسانه‌هایی همچون جروزالم پست، هاآرتص و آروتز شوا رقابت دارد.